# 洞穴膜螈
洞穴膜螈（學名：Chiropterotriton mosaueri）是墨西哥獨有的一種蠑螈，屬無肺螈科膜螈屬。生活在洞穴中。
於1941年被描述，但直到2010年才再次被發現。